# 1960年夏季奧林匹克運動會中華民國代表團

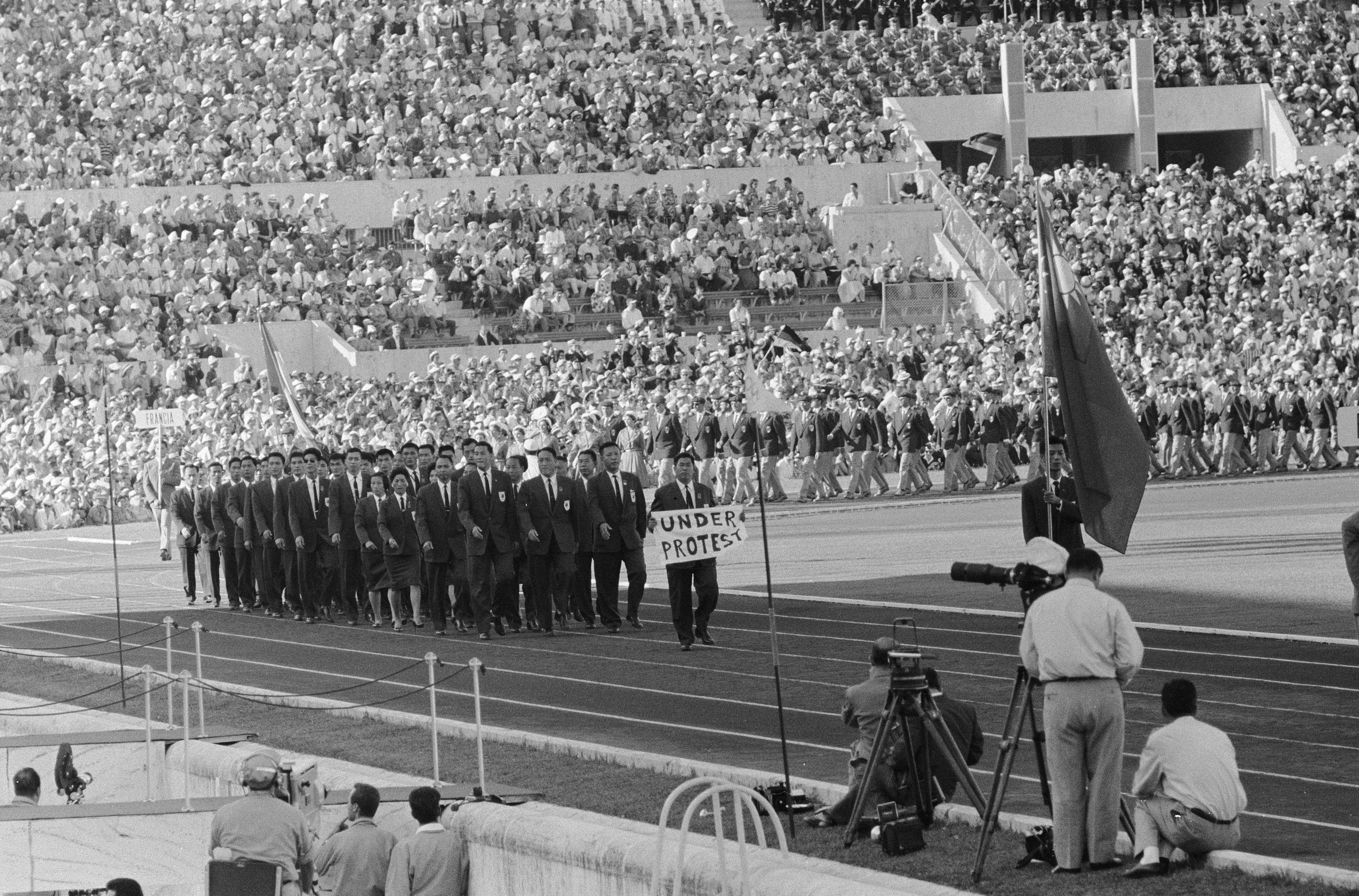
代表團以「臺灣」名義出席开幕典礼，圖中可見林鴻坦舉著「UNDER PROTEST」的白色横幅

1960年，中華民國以「福爾摩沙」（英語：Formosa）為名參加罗马第十七届夏季奥林匹克运动会。此次代表團因國際奧林匹克委員會年會決議而不得使用「中華民國」名稱，經中華民國奧林匹克委員會和國際奧會溝通無效，決定在開幕典禮中由走在入场代表团最前头的時任總幹事林鴻坦展示「UNDER PROTEST」的白色横幅，以示抗議。

## 代表團名單
- 團長：鄧傳楷
- 副團長：易國瑞
- 總幹事：林鴻坦
- 總教練：張煥龍
- 總管理：周中勛
- 女管理：劉香谷
- 秘書：鄧生祺、劉釗
- 駐義聯絡員：朱震球
- 國際運動協會會議代表：郝更生、關頌聲、徐亨
- 世界體育會議代表：陳掌諤、周鶴嗚、吳文忠

足球隊：
- 領隊：沈瑞慶
- 副領隊：王志聖
- 教練：李惠堂
- 管理：曾鏡康
- 選手：劉建中、翁培佐、吳偉文、羅北、郭錦洪、陳輝洪、黃文偉、劉儀、劉添、林尚義、郭有、黃志強、羅國泰、周少雄、楊偉韜、張子岱、姚卓然、莫振華、司徒文

籃球隊：
- 領隊：錢大鈞
- 教練：歐德禮
- 管理：霍劍平
- 選手：陳祖烈、邵世玉、羅繼然、鄭錦和、李國泰、葉克強、唐雪舫、黃國揚、賴連光、謝天性、李南輝、盧義信

田徑隊：
- 領隊：魏振武
- 教練：齊沛林、德瑞克
- 選手：楊傳廣、黃士聰、李伯庭、林昭代（女）、紀政（女）、吳錦雲（女）

舉重隊：
- 領隊：林象賢
- 選手：高武明、周金生、邱嘉雄

射擊隊：
- 選手：吳道源、陳芴、王慶瑞

拳擊隊：
- 領隊：李文元
- 選手：張羅普、許登雲、袁時和

游泳隊：
- 選手：李岑生

## 項目及成績
足球：
首場－義大利1：4敗。
第二場－巴西0：5敗。
第三場－英國2：3敗。
籃球：
預賽首場－55比83敗給西班牙。
第二場－84比67勝蘇丹。
第三場－67比86敗給捷克。
第四場－95比82勝蘇利南。
- 落選賽－65比77敗給德國，107比78勝奧地利
- 排名29隊中的第22名。

田徑：
- 楊傳廣：十項全能運動8344分─銀牌。
- 黃士聰：100米預賽11.37秒淘汰；200米預賽23.08秒淘汰。
- 李伯庭：400米跨欄預賽54.23秒淘汰；400米預賽49.69秒淘汰。
- 紀政：女子80米跨欄預賽12.71秒淘汰。
- 林昭代：女子跳遠合格賽5.51米淘汰。
- 吳錦雲：女子鉛球合格賽11.76米淘汰；女子鐵餅合格賽犯規淘汰。

舉重：
- 高武明：推舉110公斤，抓舉105公斤，挺舉三次失敗，沒有成績。
- 周金生：推舉三次失敗，沒有成績。
- 邱嘉雄：過磅時體重超重失格。

拳擊：
- 張羅普：首場勝比利時選手，第二場敗給美國選手。
- 許登雲：首場對南非選手裁定敗。
- 袁時和：因為牙痛未出賽。

射擊：
- 吳道源：自由步槍三姿預賽527分、決賽1074分，第26名（37人參賽）。
- 吳道源：小口徑步槍三姿預賽540分、決賽1104分，第36名（75人參賽）。
- 王慶瑞：飛靶預賽71分淘汰。
- 陳芴：快槍手546分，第47名（57人參賽）。

游泳：
- 李岑生：200米蛙泳預賽2分52秒8淘汰。

## 外部連結
- 奥运会官方报告